# Vuelta CV Feminas 2022
La 4e édition du Tour de la Communauté valencienne féminin a lieu le 6 février 2022. Elle fait partie du calendrier international féminin UCI 2022 en catégorie 1.1. Elle est remportée par l'Italienne Marta Bastianelli.

## Équipes
| UCI Women's WorldTeams (3)- Movistar Team - UAE Team ADQ - Uno-X Pro Cycling Team Équipes féminines continentales (17)- AG Insurance NXTG - Bepink - Bizkaia-Durango - Bingoal-Chevalmeire-Van Eyck Sport - Ceratizit-WNT Pro Cycling - Cams-Basso - Eneicat-RBH - Farto-BTC - GT Krush Tunap - Laboral Kutxa-Fundacion Euskadi - Massi Tactic - Río Miera-Cantabria Deporte - Rupelcleaning - Stade Rochelais Charente-Maritime - Sopela - Soltec Team - Valcar-Travel & Service |
| |

## Récit de la course
La course est ponctuée par de nombreuses attaques, mais se conclut au sprint. Marta Bastianelli s'impose.

## Classements

### Classement final
| \| Classement général \| Classement général \| Classement général \| Classement général \| Classement général \| \| Coureuse \| Coureuse \| Pays \| Équipe \| Temps \| \| ------------------ \| --------------------- \| ------------------ \| ------------------------------- \| ------------------ \| \| 1re \| Marta Bastianelli \| Italie \| UAE Team ADQ \| 2 h 11 min 32 s \| \| 2e \| Ilaria Sanguineti \| Italie \| Valcar-Travel & Service \| + 0 s \| \| 3e \| Kathrin Schweinberger \| Autriche \| Ceratizit-WNT Pro Cycling \| + 0 s \| \| 4e \| Susanne Andersen \| Norvège \| Uno-X Pro Cycling Team \| + 0 s \| \| 5e \| Sandra Alonso \| Espagne \| Ceratizit-WNT Pro Cycling \| + 0 s \| \| 6e \| Anniina Ahtosalo \| Finlande \| Uno-X Pro Cycling Team \| + 0 s \| \| 7e \| Anna Trevisi \| Italie \| UAE Team ADQ \| + 0 s \| \| 8e \| Tania Calvo \| Espagne \| Laboral Kutxa-Fundación Euskadi \| + 0 s \| \| 9e \| Mylène de Zoete \| Pays-Bas \| AG Insurance NXTG \| + 0 s \| \| 10e \| Alice Sharpe \| Irlande \| IBCT \| + 0 s \| |                       |          |                                 |                 |
| |                       |          |                                 |                 |
| Sources : ProCyclingStats Cycling Quotient |                       |          |                                 |                 |
| Classement général |                       |          |                                 |                 |
| Coureuse | Coureuse              | Pays     | Équipe                          | Temps           |
| 1re | Marta Bastianelli     | Italie   | UAE Team ADQ                    | 2 h 11 min 32 s |
| 2e | Ilaria Sanguineti     | Italie   | Valcar-Travel & Service         | + 0 s           |
| 3e | Kathrin Schweinberger | Autriche | Ceratizit-WNT Pro Cycling       | + 0 s           |
| 4e | Susanne Andersen      | Norvège  | Uno-X Pro Cycling Team          | + 0 s           |
| 5e | Sandra Alonso         | Espagne  | Ceratizit-WNT Pro Cycling       | + 0 s           |
| 6e | Anniina Ahtosalo      | Finlande | Uno-X Pro Cycling Team          | + 0 s           |
| 7e | Anna Trevisi          | Italie   | UAE Team ADQ                    | + 0 s           |
| 8e | Tania Calvo           | Espagne  | Laboral Kutxa-Fundación Euskadi | + 0 s           |
| 9e | Mylène de Zoete       | Pays-Bas | AG Insurance NXTG               | + 0 s           |
| 10e | Alice Sharpe          | Irlande  | IBCT                            | + 0 s           |

### Points UCI
| Position           | 1er | 2e | 3e | 4e | 5e | 6e | 7e | 8e | 9e | 10e | 11e | 12e | 13e à 15e | 16e à 25e |
| Classement général | 125 | 85 | 70 | 60 | 50 | 40 | 35 | 30 | 25 | 20  | 15  | 10  | 5         | 3         |

## Liste des participants
| Légende | Légende                                                                    | Légende | Légende                                                    |
| ------- | -------------------------------------------------------------------------- | ------- | ---------------------------------------------------------- |
| Num     | Dossard de départ porté par le coureur sur cette Vuelta CV Feminas         | Pos     | Position à l'arrivée de la course                          |
|         | Indique un maillot de champion national ou mondial, suivi de sa spécialité | NP      | Indique un coureur qui n'a pas pris le départ de la course |
| AB      | Indique un coureur qui n'a pas terminé la course                           | HD      | Indique un coureur qui a terminé la course hors des délais |

| Valcar-Travel & Service VAL | Valcar-Travel & Service VAL | Valcar-Travel & Service VAL |
| --------------------------- | --------------------------- | --------------------------- |
| Num                         | Coureuse                    | Pos                         |
| 1                           | Chiara Consonni (ITA)       | 99e                         |
| 2                           | Ilaria Sanguineti (ITA)     | 2e                          |
| 3                           | Eleonora Gasparrini (ITA)   | AB                          |
| 4                           | Karolina Kumięga (POL)      | 46e                         |
| 5                           | Olivia Baril (CAN)          | 49e                         |
| 6                           | Margaux Vigié (FRA)         | 30e                         |

| Movistar Team MOV | Movistar Team MOV       | Movistar Team MOV |
| ----------------- | ----------------------- | ----------------- |
| Num               | Coureuse                | Pos               |
| 11                | Alicia González (ESP)   | 11e               |
| 12                | Barbara Guarischi (ITA) | 35e               |
| 13                | Sara Martín (ESP)       | 63e               |
| 14                | Lourdes Oyarbide (ESP)  | 58e               |
| 15                | Paula Patiño (COL)      | 66e               |
| 16                | Gloria Rodríguez (ESP)  | 73e               |

| Stade Rochelais Charente-Maritime CMW | Stade Rochelais Charente-Maritime CMW | Stade Rochelais Charente-Maritime CMW |
| ------------------------------------- | ------------------------------------- | ------------------------------------- |
| Num                                   | Coureuse                              | Pos                                   |
| 21                                    | India Grangier (FRA)                  | 12e                                   |
| 22                                    | Maëva Squiban (FRA)                   | 82e                                   |
| 23                                    | Natalie Grinczer (GBR)                | 28e                                   |
| 24                                    | Noémie Abgrall (FRA)                  | 62e                                   |
| 25                                    | Séverine Eraud (FRA)                  | 27e                                   |
| 26                                    | Arianna Pruisscher (NED)              | 19e                                   |

| UAE Team ADQ UAD | UAE Team ADQ UAD            | UAE Team ADQ UAD |
| ---------------- | --------------------------- | ---------------- |
| Num              | Coureuse                    | Pos              |
| 31               | Marta Bastianelli (ITA)     | 1re              |
| 32               | Alessia Patuelli (ITA)      | 60e              |
| 33               | Laura Tomasi (ITA)          | 64e              |
| 34               | Anna Trevisi (ITA)          | 7e               |
| 35               | Maaike Boogaard (NED)       | 13e              |
| 36               | Eugenia Bujak (SLO) (route) | 42e              |

| Uno-X Pro Cycling Team UXT | Uno-X Pro Cycling Team UXT | Uno-X Pro Cycling Team UXT |
| -------------------------- | -------------------------- | -------------------------- |
| Num                        | Coureuse                   | Pos                        |
| 41                         | Anniina Ahtosalo (FIN)     | 6e                         |
| 42                         | Susanne Andersen (NOR)     | 4e                         |
| 43                         | Amalie Lutro (NOR)         | 59e                        |
| 44                         | Rebecca Koerner (DEN)      | 85e                        |
| 45                         | Julie Norman Leth (DEN)    | 20e                        |
| 46                         | Anne Dorthe Ysland (NOR)   | 24e                        |

| Massi Tactic MAT | Massi Tactic MAT      | Massi Tactic MAT |
| ---------------- | --------------------- | ---------------- |
| Num              | Coureuse              | Pos              |
| 51               | Corinna Lechner (GER) | 14e              |
| 52               | Nathalie Eklund (SWE) | 74e              |
| 53               | Aurela Nerlo (POL)    | 72e              |
| 54               | Maaike Coljé (NED)    | 44e              |
| 55               | Miryam Núñez (ECU)    | 53e              |
| 56               | Sofia Gomes (POR)     | 102e             |

| Laboral Kutxa-Fundación Euskadi LKF | Laboral Kutxa-Fundación Euskadi LKF | Laboral Kutxa-Fundación Euskadi LKF |
| ----------------------------------- | ----------------------------------- | ----------------------------------- |
| Num                                 | Coureuse                            | Pos                                 |
| 61                                  | Mireia Arriazu (ESP)                | AB                                  |
| 62                                  | Sandra Gutierrez (ESP)              | 101e                                |
| 63                                  | Ariana Gilabert (ESP)               | 40e                                 |
| 64                                  | Tania Calvo (ESP)                   | 8e                                  |
| 65                                  | Irantzu Beloki (ESP)                | 88e                                 |
| 66                                  | Usoa Ostolaza (ESP)                 | 61e                                 |

| Río Miera-Cantabria Deporte RMC | Río Miera-Cantabria Deporte RMC | Río Miera-Cantabria Deporte RMC |
| ------------------------------- | ------------------------------- | ------------------------------- |
| Num                             | Coureuse                        | Pos                             |
| 71                              | Susana Perez (ESP)              | 18e                             |
| 72                              | Carolina Esteban (ESP)          | 86e                             |
| 73                              | Isabel Martin (ESP)             | 80e                             |
| 74                              | Nerea Nuno Iglesias (ESP)       | AB                              |
| 75                              | Laura Tenorio (ESP)             | 56e                             |
| 76                              | Eva Anguela (ESP)               | 87e                             |

| Bepink BPK | Bepink BPK               | Bepink BPK |
| ---------- | ------------------------ | ---------- |
| Num        | Coureuse                 | Pos        |
| 81         | Silvia Zanardi (ITA)     | 97e        |
| 82         | Prisca Savi (ITA)        | 92e        |
| 83         | Marketa Hajkova (CZE)    | 81e        |
| 84         | Valentina Basilico (ITA) | 38e        |
| 85         | Nadia Quagliotto (ITA)   | 95e        |
| 86         | Matilde Vitillo (ITA)    | 94e        |

| Sopela Women's Team SWT | Sopela Women's Team SWT        | Sopela Women's Team SWT |
| ----------------------- | ------------------------------ | ----------------------- |
| Num                     | Coureuse                       | Pos                     |
| 91                      | Claire Steels (GBR)            | 39e                     |
| 92                      | Nadine Michaela Gill (GER)     | 50e                     |
| 93                      | Agnieta Francke (NED)          | 104e                    |
| 94                      | Alice Coutinho (FRA)           | 43e                     |
| 95                      | Patricia Ortega Ruiz (ESP)     | AB                      |
| 96                      | Naia Amondarain Gazañaga (ESP) | 89e                     |

| Eneicat-RBH EIC | Eneicat-RBH EIC               | Eneicat-RBH EIC |
| --------------- | ----------------------------- | --------------- |
| Num             | Coureuse                      | Pos             |
| 101             | Ziortza Isasi (ESP)           | 33e             |
| 102             | Lija Laizāne (LAT)            | 69e             |
| 103             | Varvara Fasoi (GRE) (route)   | 47e             |
| 104             | Aranza Villalón (CHI) (route) | 45e             |
| 105             | Josefine Huitfeldt            | 100e            |
| 106             | Isabella Escalera (ESP)       | 83e             |

| Bizkaia-Durango BDP | Bizkaia-Durango BDP     | Bizkaia-Durango BDP |
| ------------------- | ----------------------- | ------------------- |
| Num                 | Coureuse                | Pos                 |
| 111                 | Alba Teruel (ESP)       | 26e                 |
| 112                 | Sofía Rodríguez (ESP)   | 23e                 |
| 113                 | Beatriz Pereira (POR)   | 98e                 |
| 114                 | Eukene Larrarte (ESP)   | 79e                 |
| 115                 | Aileen Schweikart (GER) | 32e                 |
| 116                 | Iris Gomez (ESP)        | 96e                 |

| AG Insurance NXTG AGI | AG Insurance NXTG AGI | AG Insurance NXTG AGI |
| --------------------- | --------------------- | --------------------- |
| Num                   | Coureuse              | Pos                   |
| 121                   | Ilse Pluimers (NED)   | 34e                   |
| 122                   | Maud Rijnbeek (NED)   | 37e                   |
| 123                   | Mylène de Zoete (NED) | 9e                    |
| 124                   | Amelia Sharpe (GBR)   | AB                    |
| 125                   | Cassia Boglio (AUS)   | 76e                   |
| 126                   | Lone Meertens (BEL)   | 21e                   |

| Ceratizit-WNT Pro Cycling WNT | Ceratizit-WNT Pro Cycling WNT       | Ceratizit-WNT Pro Cycling WNT |
| ----------------------------- | ----------------------------------- | ----------------------------- |
| Num                           | Coureuse                            | Pos                           |
| 131                           | Sandra Alonso (ESP)                 | 5e                            |
| 132                           | Laura Asencio (FRA)                 | 65e                           |
| 133                           | Lara Vieceli (ITA)                  | 68e                           |
| 134                           | Lizbeth Salazar (MEX) (route)       | AB                            |
| 135                           | Kathrin Schweinberger (AUT) (route) | 3e                            |
| 136                           | Lea Lin Teutenberg (GER)            | 15e                           |

| Cams Basso CAT | Cams Basso CAT       | Cams Basso CAT |
| -------------- | -------------------- | -------------- |
| Num            | Coureuse             | Pos            |
| 141            | Sophie Lewis (GBR)   | 70e            |
| 142            | Jessica Finney (GBR) | AB             |
| 143            | Megan Barker (GBR)   | 51e            |
| 144            | Katie Scott (GBR)    | 52e            |
| 145            | Maddie Leech (GBR)   | 17e            |
| 146            | Becky Storrie (GBR)  | 78e            |

| IBCT IBC | IBCT IBC                | IBCT IBC |
| -------- | ----------------------- | -------- |
| Num      | Coureuse                | Pos      |
| 151      | Sara Van de Vel (BEL)   | 57e      |
| 152      | Mia Griffin (IRL)       | 41e      |
| 153      | Alice Sharpe (IRL)      | 10e      |
| 154      | Loes Adegeest (NED)     | 90e      |
| 155      | Elizabeth Bennett (GBR) | 84e      |
| 156      | Fien Van Eynde (BEL)    | 48e      |

| Farto-BTC FAR | Farto-BTC FAR                    | Farto-BTC FAR |
| ------------- | -------------------------------- | ------------- |
| Num           | Coureuse                         | Pos           |
| 161           | Marie-Soleil Blais (CAN)         | 71e           |
| 162           | Ántri Christofórou (CYP) (route) | 31e           |
| 163           | Maria Del Pilar Jimenez (ESP)    | AB            |
| 164           | Ariadna Gutiérrez (MEX)          | 75e           |
| 165           | Marta Romeu (ESP)                | 25e           |
| 166           | Lina Svarinska (LAT) (route)     | AB            |

| GT Krush Tunap BPC | GT Krush Tunap BPC       | GT Krush Tunap BPC |
| ------------------ | ------------------------ | ------------------ |
| Num                | Coureuse                 | Pos                |
| 171                | Clara Lundmark (SWE)     | 54e                |
| 172                | Henrietta Colborne (GBR) | 29e                |
| 173                | Daniek Hengeveld (NED)   | 67e                |
| 174                | Melanie Klement (NED)    | AB                 |
| 175                | Sanne Bouwmeester (NED)  | 36e                |
| 176                | Anneke Dijkstra (NED)    | 77e                |

| Bingoal-Chevalmeire-Van Eyck Sport BCV | Bingoal-Chevalmeire-Van Eyck Sport BCV | Bingoal-Chevalmeire-Van Eyck Sport BCV |
| -------------------------------------- | -------------------------------------- | -------------------------------------- |
| Num                                    | Coureuse                               | Pos                                    |
| 181                                    | Danique Braam (NED)                    | 22e                                    |
| 182                                    | Lotte Claes (BEL)                      | 93e                                    |
| 183                                    | Julie Hendrickx (BEL)                  | 55e                                    |
| 184                                    | Claudia Jongerius (NED)                | 91e                                    |
| 185                                    | Minke Bakker (NED)                     | 16e                                    |
| 186                                    | Barbara Sniezynska (POL)               | 103e                                   |

| Soltec Team STC | Soltec Team STC        | Soltec Team STC |
| --------------- | ---------------------- | --------------- |
| Num             | Coureuse               | Pos             |
| 192             | Carolina Gorospe (ESP) | AB              |
| 193             | Claudia Sanchez (ESP)  | AB              |
| 194             | Beatriz Martinez (ESP) | AB              |
| 195             | Nekane Gomez (ESP)     | AB              |
| 196             | Maria Mirabel (DOM)    | AB              |

| Valcar-Travel & Service VAL | Valcar-Travel & Service VAL | Valcar-Travel & Service VAL |
| --------------------------- | --------------------------- | --------------------------- |
| Num                         | Coureuse                    | Pos                         |
| 1                           | Chiara Consonni (ITA)       | 99e                         |
| 2                           | Ilaria Sanguineti (ITA)     | 2e                          |
| 3                           | Eleonora Gasparrini (ITA)   | AB                          |
| 4                           | Karolina Kumięga (POL)      | 46e                         |
| 5                           | Olivia Baril (CAN)          | 49e                         |
| 6                           | Margaux Vigié (FRA)         | 30e                         |

| Movistar Team MOV | Movistar Team MOV       | Movistar Team MOV |
| ----------------- | ----------------------- | ----------------- |
| Num               | Coureuse                | Pos               |
| 11                | Alicia González (ESP)   | 11e               |
| 12                | Barbara Guarischi (ITA) | 35e               |
| 13                | Sara Martín (ESP)       | 63e               |
| 14                | Lourdes Oyarbide (ESP)  | 58e               |
| 15                | Paula Patiño (COL)      | 66e               |
| 16                | Gloria Rodríguez (ESP)  | 73e               |

| Stade Rochelais Charente-Maritime CMW | Stade Rochelais Charente-Maritime CMW | Stade Rochelais Charente-Maritime CMW |
| ------------------------------------- | ------------------------------------- | ------------------------------------- |
| Num                                   | Coureuse                              | Pos                                   |
| 21                                    | India Grangier (FRA)                  | 12e                                   |
| 22                                    | Maëva Squiban (FRA)                   | 82e                                   |
| 23                                    | Natalie Grinczer (GBR)                | 28e                                   |
| 24                                    | Noémie Abgrall (FRA)                  | 62e                                   |
| 25                                    | Séverine Eraud (FRA)                  | 27e                                   |
| 26                                    | Arianna Pruisscher (NED)              | 19e                                   |

| UAE Team ADQ UAD | UAE Team ADQ UAD            | UAE Team ADQ UAD |
| ---------------- | --------------------------- | ---------------- |
| Num              | Coureuse                    | Pos              |
| 31               | Marta Bastianelli (ITA)     | 1re              |
| 32               | Alessia Patuelli (ITA)      | 60e              |
| 33               | Laura Tomasi (ITA)          | 64e              |
| 34               | Anna Trevisi (ITA)          | 7e               |
| 35               | Maaike Boogaard (NED)       | 13e              |
| 36               | Eugenia Bujak (SLO) (route) | 42e              |

| Uno-X Pro Cycling Team UXT | Uno-X Pro Cycling Team UXT | Uno-X Pro Cycling Team UXT |
| -------------------------- | -------------------------- | -------------------------- |
| Num                        | Coureuse                   | Pos                        |
| 41                         | Anniina Ahtosalo (FIN)     | 6e                         |
| 42                         | Susanne Andersen (NOR)     | 4e                         |
| 43                         | Amalie Lutro (NOR)         | 59e                        |
| 44                         | Rebecca Koerner (DEN)      | 85e                        |
| 45                         | Julie Norman Leth (DEN)    | 20e                        |
| 46                         | Anne Dorthe Ysland (NOR)   | 24e                        |

| Massi Tactic MAT | Massi Tactic MAT      | Massi Tactic MAT |
| ---------------- | --------------------- | ---------------- |
| Num              | Coureuse              | Pos              |
| 51               | Corinna Lechner (GER) | 14e              |
| 52               | Nathalie Eklund (SWE) | 74e              |
| 53               | Aurela Nerlo (POL)    | 72e              |
| 54               | Maaike Coljé (NED)    | 44e              |
| 55               | Miryam Núñez (ECU)    | 53e              |
| 56               | Sofia Gomes (POR)     | 102e             |

| Laboral Kutxa-Fundación Euskadi LKF | Laboral Kutxa-Fundación Euskadi LKF | Laboral Kutxa-Fundación Euskadi LKF |
| ----------------------------------- | ----------------------------------- | ----------------------------------- |
| Num                                 | Coureuse                            | Pos                                 |
| 61                                  | Mireia Arriazu (ESP)                | AB                                  |
| 62                                  | Sandra Gutierrez (ESP)              | 101e                                |
| 63                                  | Ariana Gilabert (ESP)               | 40e                                 |
| 64                                  | Tania Calvo (ESP)                   | 8e                                  |
| 65                                  | Irantzu Beloki (ESP)                | 88e                                 |
| 66                                  | Usoa Ostolaza (ESP)                 | 61e                                 |

| Río Miera-Cantabria Deporte RMC | Río Miera-Cantabria Deporte RMC | Río Miera-Cantabria Deporte RMC |
| ------------------------------- | ------------------------------- | ------------------------------- |
| Num                             | Coureuse                        | Pos                             |
| 71                              | Susana Perez (ESP)              | 18e                             |
| 72                              | Carolina Esteban (ESP)          | 86e                             |
| 73                              | Isabel Martin (ESP)             | 80e                             |
| 74                              | Nerea Nuno Iglesias (ESP)       | AB                              |
| 75                              | Laura Tenorio (ESP)             | 56e                             |
| 76                              | Eva Anguela (ESP)               | 87e                             |

| Bepink BPK | Bepink BPK               | Bepink BPK |
| ---------- | ------------------------ | ---------- |
| Num        | Coureuse                 | Pos        |
| 81         | Silvia Zanardi (ITA)     | 97e        |
| 82         | Prisca Savi (ITA)        | 92e        |
| 83         | Marketa Hajkova (CZE)    | 81e        |
| 84         | Valentina Basilico (ITA) | 38e        |
| 85         | Nadia Quagliotto (ITA)   | 95e        |
| 86         | Matilde Vitillo (ITA)    | 94e        |

| Sopela Women's Team SWT | Sopela Women's Team SWT        | Sopela Women's Team SWT |
| ----------------------- | ------------------------------ | ----------------------- |
| Num                     | Coureuse                       | Pos                     |
| 91                      | Claire Steels (GBR)            | 39e                     |
| 92                      | Nadine Michaela Gill (GER)     | 50e                     |
| 93                      | Agnieta Francke (NED)          | 104e                    |
| 94                      | Alice Coutinho (FRA)           | 43e                     |
| 95                      | Patricia Ortega Ruiz (ESP)     | AB                      |
| 96                      | Naia Amondarain Gazañaga (ESP) | 89e                     |

| Eneicat-RBH EIC | Eneicat-RBH EIC               | Eneicat-RBH EIC |
| --------------- | ----------------------------- | --------------- |
| Num             | Coureuse                      | Pos             |
| 101             | Ziortza Isasi (ESP)           | 33e             |
| 102             | Lija Laizāne (LAT)            | 69e             |
| 103             | Varvara Fasoi (GRE) (route)   | 47e             |
| 104             | Aranza Villalón (CHI) (route) | 45e             |
| 105             | Josefine Huitfeldt            | 100e            |
| 106             | Isabella Escalera (ESP)       | 83e             |

| Bizkaia-Durango BDP | Bizkaia-Durango BDP     | Bizkaia-Durango BDP |
| ------------------- | ----------------------- | ------------------- |
| Num                 | Coureuse                | Pos                 |
| 111                 | Alba Teruel (ESP)       | 26e                 |
| 112                 | Sofía Rodríguez (ESP)   | 23e                 |
| 113                 | Beatriz Pereira (POR)   | 98e                 |
| 114                 | Eukene Larrarte (ESP)   | 79e                 |
| 115                 | Aileen Schweikart (GER) | 32e                 |
| 116                 | Iris Gomez (ESP)        | 96e                 |

| AG Insurance NXTG AGI | AG Insurance NXTG AGI | AG Insurance NXTG AGI |
| --------------------- | --------------------- | --------------------- |
| Num                   | Coureuse              | Pos                   |
| 121                   | Ilse Pluimers (NED)   | 34e                   |
| 122                   | Maud Rijnbeek (NED)   | 37e                   |
| 123                   | Mylène de Zoete (NED) | 9e                    |
| 124                   | Amelia Sharpe (GBR)   | AB                    |
| 125                   | Cassia Boglio (AUS)   | 76e                   |
| 126                   | Lone Meertens (BEL)   | 21e                   |

| Ceratizit-WNT Pro Cycling WNT | Ceratizit-WNT Pro Cycling WNT       | Ceratizit-WNT Pro Cycling WNT |
| ----------------------------- | ----------------------------------- | ----------------------------- |
| Num                           | Coureuse                            | Pos                           |
| 131                           | Sandra Alonso (ESP)                 | 5e                            |
| 132                           | Laura Asencio (FRA)                 | 65e                           |
| 133                           | Lara Vieceli (ITA)                  | 68e                           |
| 134                           | Lizbeth Salazar (MEX) (route)       | AB                            |
| 135                           | Kathrin Schweinberger (AUT) (route) | 3e                            |
| 136                           | Lea Lin Teutenberg (GER)            | 15e                           |

| Cams Basso CAT | Cams Basso CAT       | Cams Basso CAT |
| -------------- | -------------------- | -------------- |
| Num            | Coureuse             | Pos            |
| 141            | Sophie Lewis (GBR)   | 70e            |
| 142            | Jessica Finney (GBR) | AB             |
| 143            | Megan Barker (GBR)   | 51e            |
| 144            | Katie Scott (GBR)    | 52e            |
| 145            | Maddie Leech (GBR)   | 17e            |
| 146            | Becky Storrie (GBR)  | 78e            |

| IBCT IBC | IBCT IBC                | IBCT IBC |
| -------- | ----------------------- | -------- |
| Num      | Coureuse                | Pos      |
| 151      | Sara Van de Vel (BEL)   | 57e      |
| 152      | Mia Griffin (IRL)       | 41e      |
| 153      | Alice Sharpe (IRL)      | 10e      |
| 154      | Loes Adegeest (NED)     | 90e      |
| 155      | Elizabeth Bennett (GBR) | 84e      |
| 156      | Fien Van Eynde (BEL)    | 48e      |

| Farto-BTC FAR | Farto-BTC FAR                    | Farto-BTC FAR |
| ------------- | -------------------------------- | ------------- |
| Num           | Coureuse                         | Pos           |
| 161           | Marie-Soleil Blais (CAN)         | 71e           |
| 162           | Ántri Christofórou (CYP) (route) | 31e           |
| 163           | Maria Del Pilar Jimenez (ESP)    | AB            |
| 164           | Ariadna Gutiérrez (MEX)          | 75e           |
| 165           | Marta Romeu (ESP)                | 25e           |
| 166           | Lina Svarinska (LAT) (route)     | AB            |

| GT Krush Tunap BPC | GT Krush Tunap BPC       | GT Krush Tunap BPC |
| ------------------ | ------------------------ | ------------------ |
| Num                | Coureuse                 | Pos                |
| 171                | Clara Lundmark (SWE)     | 54e                |
| 172                | Henrietta Colborne (GBR) | 29e                |
| 173                | Daniek Hengeveld (NED)   | 67e                |
| 174                | Melanie Klement (NED)    | AB                 |
| 175                | Sanne Bouwmeester (NED)  | 36e                |
| 176                | Anneke Dijkstra (NED)    | 77e                |

| Bingoal-Chevalmeire-Van Eyck Sport BCV | Bingoal-Chevalmeire-Van Eyck Sport BCV | Bingoal-Chevalmeire-Van Eyck Sport BCV |
| -------------------------------------- | -------------------------------------- | -------------------------------------- |
| Num                                    | Coureuse                               | Pos                                    |
| 181                                    | Danique Braam (NED)                    | 22e                                    |
| 182                                    | Lotte Claes (BEL)                      | 93e                                    |
| 183                                    | Julie Hendrickx (BEL)                  | 55e                                    |
| 184                                    | Claudia Jongerius (NED)                | 91e                                    |
| 185                                    | Minke Bakker (NED)                     | 16e                                    |
| 186                                    | Barbara Sniezynska (POL)               | 103e                                   |

| Soltec Team STC | Soltec Team STC        | Soltec Team STC |
| --------------- | ---------------------- | --------------- |
| Num             | Coureuse               | Pos             |
| 192             | Carolina Gorospe (ESP) | AB              |
| 193             | Claudia Sanchez (ESP)  | AB              |
| 194             | Beatriz Martinez (ESP) | AB              |
| 195             | Nekane Gomez (ESP)     | AB              |
| 196             | Maria Mirabel (DOM)    | AB              |